# Appenzell Innerrhoden
Appenzell Innerrhoden er en kanton i Schweiz. Hovedstaden hedder   Appenzell. Den består af tre ikke-sammenhængende områder mellem kantonerne Appenzell Ausserrhoden og St. Gallen.
Indtil 1597 udgjorde Appenzell Innerrhoden sammen med Appenzell Ausserrhoden kantonen Appenzell. Før 1999 blev de to kantoner betegnet som halvkantoner, der hver havde en halv stemme i det schweiziske Ständerat. Da begrebet halvkanton imidlertid blev fjernet fra Schweiz' grundlov i 1999, har Appenzell Innerrhoden nu én stemme i Ständerat (mens de fleste andre kantoner har to stemmer).
På trods af at Schweiz indførste almindelig stemmeret for kvinder i 1971, blev stemmeretten for kvinder ikke indført før 1990 i Appenzell Innerrhoden.